# Droppbarbett
Droppbarbett (Tricholaema lacrymosa) är en fågel i familjen afrikanska barbetter inom ordningen hackspettartade fåglar.

## Utseende och läte
Droppbarbetten är en knubbig, medelstor barbett i svart och vitt. Noterbart är en svart trekant på strupen och stora fläckar på sidorna som gett arten dess namn. Dessa skiljer den lätt från andra arter, liksom det ljusa ögat. Två typer av läten finns, en långsamm serie "kwaa" och en snabb serie nasala "kye".

## Utbredning och systematik
Droppbarbett delas in i två till tre underarter med följande utbredning:
- T. l. lacrymosa – nordostligaste Kongo-Kinshasa till Sydsudan, norra Kenya, Uganda och nordöstra Tanzania
- T. l. radcliffei – förekommer i östra Kongo-Kinshasa och södra Uganda till centrala Kenya, söderut till Burundi och västra Tanzania
- T. l. ruahae – förekommer i sydvästra och östcentrala Tanzania samt nordöstra Zambia

Underarten ruahae inkluderas ofta i radcliffei.

## Levnadssätt
Droppbarbetten hittas i olika typer av miljöer som fuktiga skogsmarker och galleriskog. Den ses vanligen i lummigare områden än andra närbesläktade barbetter.

## Status
Arten har ett stort utbredningsområde och beståndet anses vara stabilt. Internationella naturvårdsunionen IUCN listar den därför som livskraftig (LC).